# Myrmechis philippinensiis
Myrmechis philippinensiis är en orkidéart som beskrevs av Oakes Ames. Myrmechis philippinensiis ingår i släktet Myrmechis och familjen orkidéer.
Artens utbredningsområde är Filippinerna. Inga underarter finns listade i Catalogue of Life.